# Thadée Cisowski
Thadée Cisowski, původním jménem Tadeusz Cisowski (16. únor 1927, Łasków – 24. únor 2005), byl francouzský fotbalista polského původu. Hrával na pozici útočníka.
Hrál hlavně za Mety (1947-1952) a Racing Paříž (1952-1960).
V dresu francouzské reprezentace odehrál 13 utkání, v nichž vstřelil 11 branek.
Byl výjimečným kanonýrem. Třikrát byl nejlepším střelcem francouzské ligy (1956, 1957, 1959). Celkem ve francouzské nejvyšší soutěži nastřílel 206 branek (v 286 zápasech), což z něj činí čtvrtého nejlepšího střelce celé její historie.
V anketě hledající nejlepšího fotbalistu Evropy Zlatý míč skončil roku 1956 devátý.